# Adelpha saundersii
Espèce
Adelpha saundersii  est une espèce de papillons de la famille des Nymphalidae, sous famille des Limenitidinae et du genre Adelpha.

## Dénomination
Adelpha saundersii a été décrit par William Chapman Hewitson en 1867 sous le nom Heterochroa saundersii.

### Sous-espèces
- Adelpha saundersii saundersii; présent en Équateur et au Pérou.
- Adelpha saundersii frontina Hall, 1935; présent en Équateur et en Colombie.
- Adelpha saundersii helepecki Weeks, 1901; présent en Bolivie[1].

### Noms vernaculaires
Adelpha saundersii se nomme en anglais Orange-barred .

## Description
Adelpha saundersii est un papillon d'une envergure d'environ 45 mm, à bord externe des ailes antérieures légèrement concave au dessus marron marqué aux ailes antérieures d'une large bande jaune d'or allant des 2/3 du bord costal à l'angle externe.
Le revers est taché de cuivre et d'orange avec la même large bande jaune d'or aux ailes antérieures que sur le dessus.

## Écologie et distribution
Adelpha saundersii est présent en Équateur, en Colombie, en Bolivie et au Pérou. 

### Biotope
Adelpha saundersii réside dans la forêt humide sur le versant est des Andes à une altitude de 1 000 m à 2 000 m.

### Protection
Pas de statut de protection particulier.